# Квелія кардиналова
Квелія кардиналова (Quelea cardinalis) — вид горобцеподібних птахів родини ткачикових (Ploceidae).

## Поширення
Вид поширений у Східній Африці від Південного Судану до Танзанії та східної Замбії. Мешкає у саванах.

## Підвиди
Виділяють два підвиди:
- Quelea cardinalis cardinalis — Південний Судан, південь Ефіопії, Уганда, північний захід Кенії, Руанда та північний захід Танзанії;
- Quelea cardinalis rhodesiae — південно-східна частина Кенії, Танзанія та Замбія.

## Опис
Птах досягає довжини тіла 11 сантиметрів і тому є одним з менших видів ткачиків. У самця лоб і грудка малинові. Інша частина оперення коричнева з жовтуватими смугами на верхній стороні тіла. Нижня сторона тіла білувато-жовта з бурими плямами. У самиць відсутній червоний колір і в цілому оперення блідіше. Молоді птахи схожі на самиць.

## Спосіб життя
Харчується насінням трав і комахами. Гніздо зроблено з м'якої трави. Будується між травами або в кущах. Кладка складається з двох-трьох яєць, які мають фіолетову, рожеву або світло-блакитну шкаралупу з темними плямами. Інкубаційний період 14 днів. Молодняк залишається в гнізді до 24 днів. Батьки годують пташенят комахами.